# Cercospora solani
Espèce
Cercospora solani est une espèce de champignons ascomycètes phytopathogènes de la famille des Mycosphaerellaceae.
C'est l'un des agents responsable de la cercosporiose de la pomme de terre.

## Synonyme
- Cercospora nigrescens G. Winter (1885).